# Norwalk (Kalifornia)
Norwalk város az USA Kalifornia államában, Los Angeles megyében. Lakosainak száma 102 773 fő (2020. április 1.).

## Népesség
A település népességének változása:

| 2010 | 105 549 |
| 2020 | 102 773 |